# مسجد محله نوقلعه
مسجد محله نو قلعه (حبیب) مربوط به دوره صفوی - دوره قاجار است و در اصفهان، خیابان کاشانی، کوچه ستی فاطمه، کوی محله نو واقع شده و این اثر در تاریخ ۱۱ تیر ۱۳۷۵ با شمارهٔ ثبت ۱۷۳۷ به‌عنوان یکی از آثار ملی ایران به ثبت رسیده‌است.